# 伴優香
伴 優香（ばん ゆうか、1993年7月7日 - ）は、舞台・演劇等を中心に活躍していて、近年では映画・ドラマと活躍の幅を広げている。女優。富山県出身。

## 趣味・趣向
- 特技：北陸弁（富山弁・能登弁）、ダンス（ブレイクダンス）
- お酒を飲むのが好きで、好きなお酒は「芋焼酎」
- サンリオキャラクターの「シナモロール」が好き
- ハロプロ好き
- ベランダで家庭菜園をしており、料理上手

## 出演

### 舞台作品
- 「遠慮ガチナ殺人鬼2021」2021.6.9-6.14 ＠東京・池袋　BIG TREE THEATER
- たやのりょう一座第7回公演「あゝ涙乃橋商店街」2021.4.21-4.28 ＠浅草 木馬亭
- たやのりょう一座 第6回公演 「怪盗☆ドラゴンカンパニーVol.1：イサヤ島の王女と神の右腕」2020年10月15日(木)~18日(日)＠CBGKシブゲキ
- 「路地裏の優しい猫」カヨコ役（大阪:2020.7.24~25@近鉄アート館＆東京2020.8.5~9@東京芸術劇場シアターウエスト）
- オザワミツグ演劇「世界でひとりおちてだけじゃないのかもよ」（2019.8.31～9.8@Geki地下Liberty）
- たやのりょう一座 第3回公演「蒲田行進曲」沖田総司 役（2019.3.27～31@浅草木馬亭）
- 五反田タイガー 5th Stage featuring 「OH,MY GODDESS!!〜あなたが望むなら〜」（2019.1.16～1.20@銀座 博品館劇場）
- ガリットチュウ福島単独ライブ「ガリットチュウ福島の哀愁プンプンLIVE」（2019.2.23@新宿ルミネtheよしもと）
- STRAYDOG Produce「竜二〜お父さんの遺した映画〜」（2018.10.24～10.28@シアターグリーン BIG TREE THEATER）
- チーズtheater2本立て公演「川辺市子のために」「川辺月子のために」（2018.8.22～9.2@新宿・サンモールスタジオ）
- PU-PU-JUICE特別公演7弾「教室」脚本・演出　ガリットチュウ福島（2018.6.28～7.8＠中目黒ウッディシアター）
- エイジアプロモーション プロデュース第1回公演「ギャル卒!!」（2017.8.3～8.6@恵比寿・エコー劇場）
- “STRAYDOG”Seedling「アロハ色のヒーロー」主演（2017.7.19～7.23@中野スタジオあくとれ）
- “STRAYDOG” Seedling「レディ・ゴー!」（2017.4.29〜5.7 @ワーサルシアター）
- 「ピアソラｰタ」ヒロイン・石川ちなみ役（2016 @恵比寿・エコー劇場 ）
- 「振り向けば優しい心の贈り物」（2015@参宮橋トランスミッション）
- 「屋根の上の魔女」中国人金さん役（@紀伊国屋ホール）
- 「Z~果てなき希望~」木下アユミ役　監督：鶴田法男（2014）
- 「洒落にならない死ぬほど怖い話」博美役（2014）
- 「ラストシャッフル」アイドル役（2013@新宿シアターサンモール）
- 「トラブルマスター」ヒロイン・紗絵役（2013@新宿シアターサンモール）
- 「RAJLWAYS　愛を伝えられない大人たちへ」（2012）
- 泉鏡花「夜叉ヶ池」白雪役（2012@石川県能登演劇堂）
- 無名塾「マクベス」（2009 @石川県能登演劇堂）

### テレビドラマ
- 日本テレビ「初恋の悪魔」第4話（2022.8.6）[1]
- WOWOW「ヒル」 Season 2 第2話・第3話（2022）
- NHK 「群青領域」 第9話（2021.12.17）
- 日本テレビ土曜ドラマ『レッドアイズ監視捜査班』1~3話 被害者女性役
- NTV「正しいロックバンドの作り方」第2話 受付役(2020.4)
- 「LINEの答えあわせ～男と女の勘違い～」第8話(2020.3.21配信)
- WOWOW「連続ドラマW オペレーションＺ ～日本破滅、待ったなし～」第2話 受付役(2020.3.22)
- FNN報道スペシャル　平成の“大晦日”　令和につなぐテレビ
- 「プリンセス美智子さま物語　知られざる愛と苦悩の軌跡」（2019.4.30）
- BSジャパン「命売ります」第9話（2018.3.17）

### 映画
- 映画「アリスの住人」（澤佳一郎監督）- 白戸多恵役
- 「マスカレード・ホテル」（2019.1.18公開）
- 「ニセコイ」（2018.12.21公開）
- 「いずれあなたが知る話 」（2023年5月公開）さおり 役[2]

### バラエティ番組
- CX「全力!脱力タイムズ」VTR(2021.5.14)
- CX「痛快TVスカッとジャパン」ショートドラマ（2018.12.10＆2020.6.29&2021年1月25日&2021年5月24日）
- テレビ朝日「テレビ千鳥」（2021年8月22日）

### 外部出演
- TIPSTAR　teamエイジアガールズ（佐分利眞由奈、伴優香、益田アンナ）※競輪予想アプリ内配信番組
- bouncy（バウンシー）[ダイソン 商品：ライトサイクル モルフ ライト]CM動画

※出演情報等は、事務所のプロフィール欄より引用